# Chaenorhinum origanifolium
La linajola piemontese (Chaenorhinum origanifolium (L.) Kosteletzky, 1844) è una pianta appartenente alla famiglia delle Plantaginaceae.

## Etimologia
Il nome generico (Chaenorhinum) deriva da alcune parole greche il cui significato è "con naso aperto", infatti “chaeno” = aperto, spalancato e “rhin” = naso e fa riferimento alla particolare forma della corolla definita anche "personata". L'epiteto specifico (origanifolium) significa "simile alle foglie di origano o maggiorana".
Il nome scientifico della specie è stato definito inizialmente da Linneo (1707 – 1778), con la denominazione basionomica Antirrhinum origanifolium, perfezionato successivamente nella denominazione attuale dal botanico boemo Vincenz Franz Kosteletzky (1801–1887) nella pubblicazione "Index plantarum horti caesarei regii botanici Pragensis, Prag. 34" del 1844.

## Descrizione

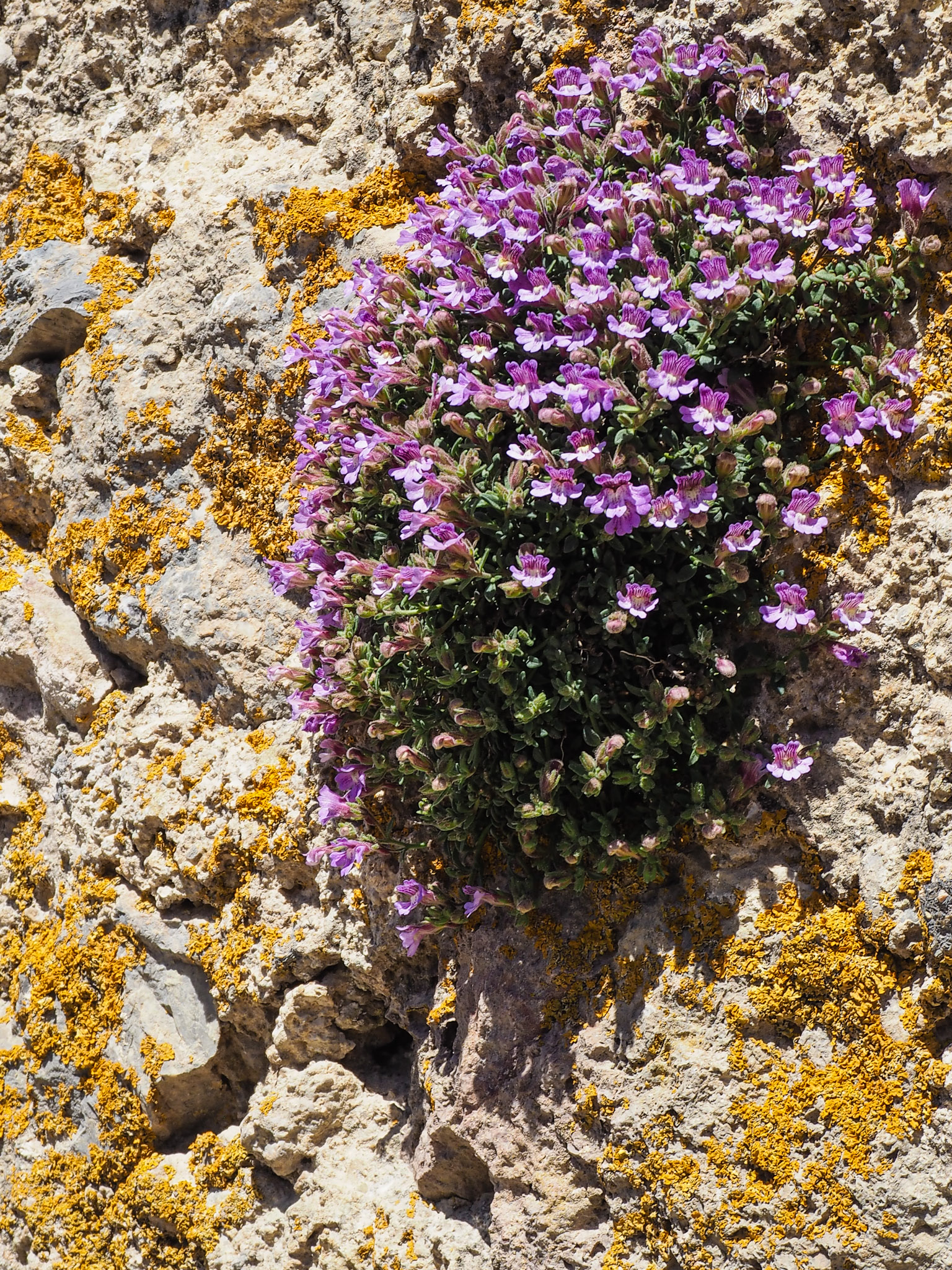
Il portamento

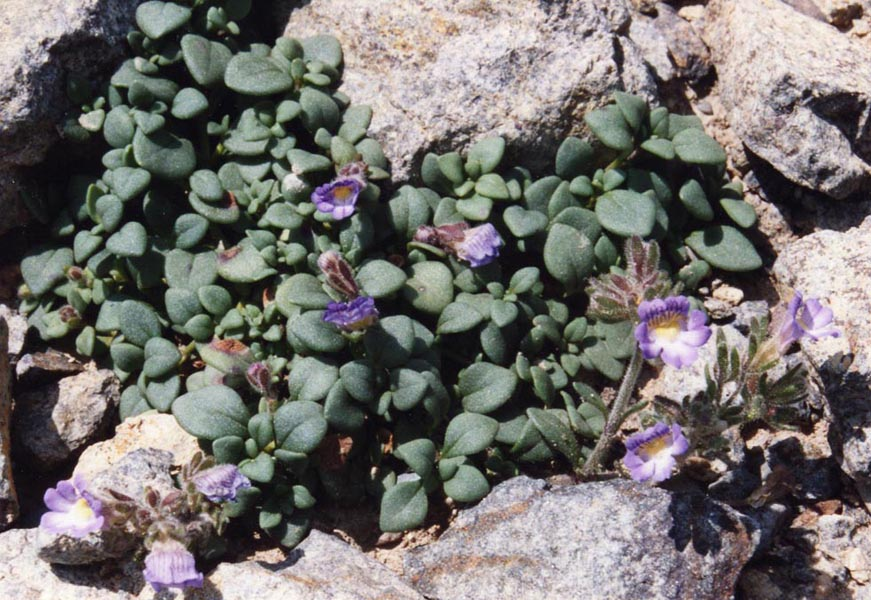
Le foglie

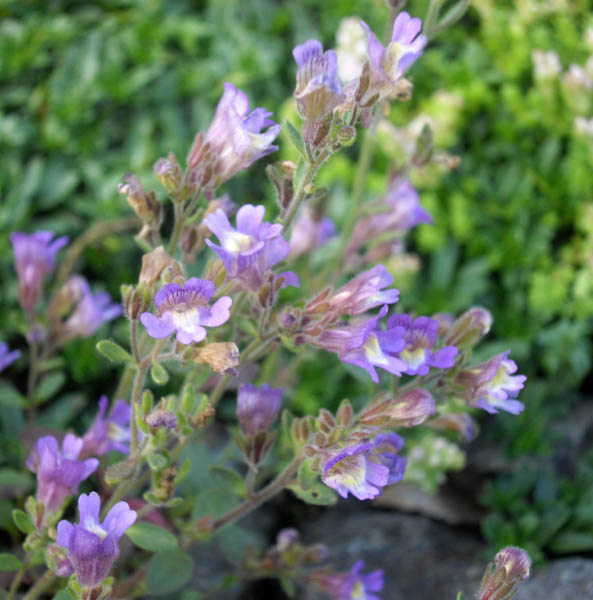
Infiorescenza

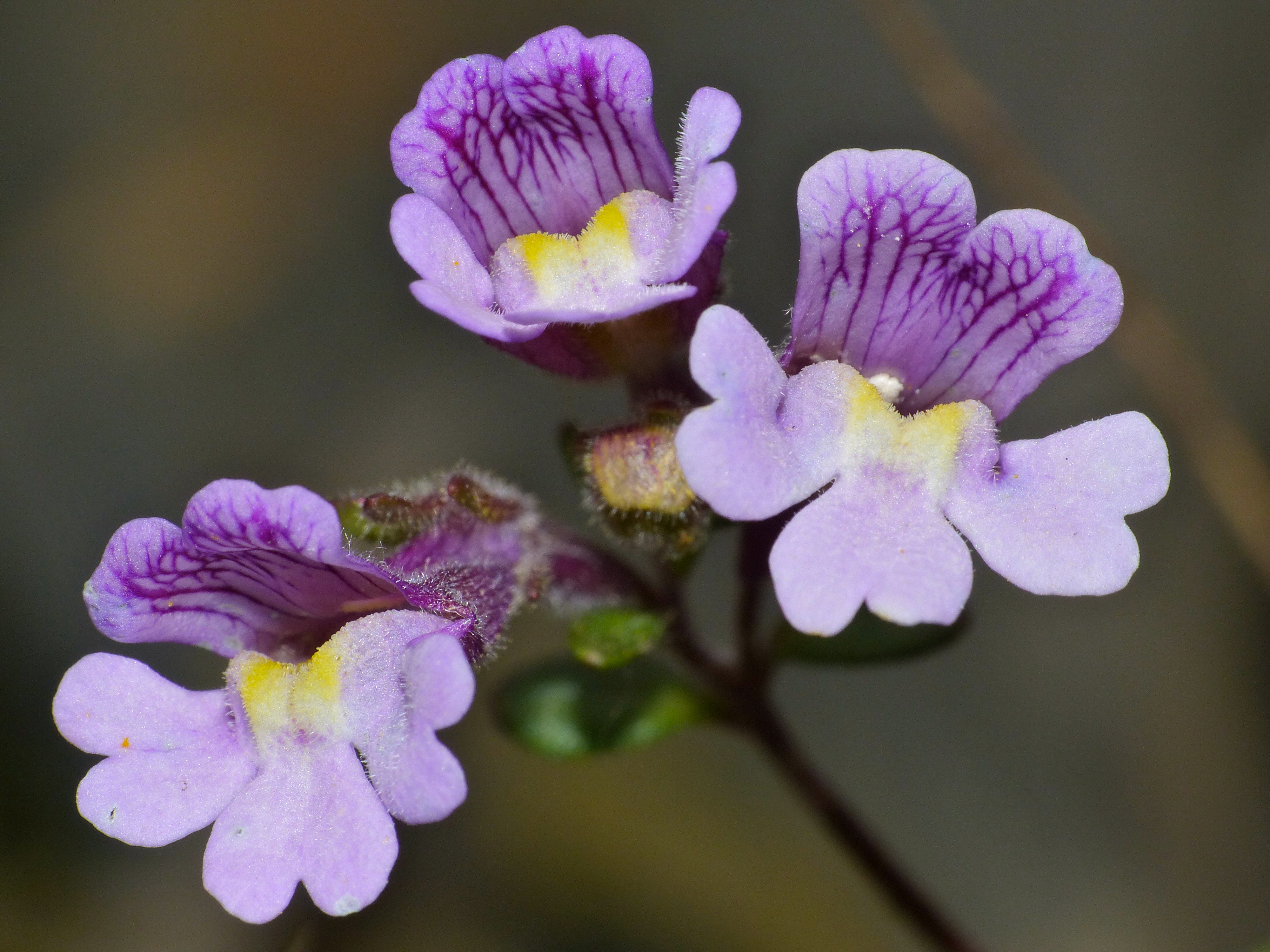
I fiori

La forma biologica di queste piante è camefita suffruticosa (Ch frut): ossia sono piante dai fusti legnosi e di dimensioni non troppo grandi che d'inverno si seccano completamente, ma alcune gemme rimangono nella parte aerea della pianta. Arrivano ad una altezza massima di 8 – 15 cm. Tutte le parti della pianta sono densamente pubescenti.

### Radici
Le radici sono del tipo a fittone.

### Fusto
La parte aerea del fusto è prostrata, legnosa in basso e ramosa nel resto.

### Foglie
Le foglie sono disposte in modo opposto alla base e alternato nella parte più aerea. Le foglie cauline e quelle inferiori sono più o meno simili. La forma della lamina è oblanceolata-spatolata; talvolta la forma è lanceolata oppure ovata. I margini sono interi. Dimensione delle foglie: larghezza 4 – 6 mm; lunghezza 12 – 18 mm.

### Infiorescenza
Le infiorescenze sono formate da fiori solitari su peduncoli capillari posizionati all'ascella delle foglie superiori. Lunghezza dei peduncoli: 7 – 15 mm.

### Fiore
- I fiori sono ermafroditi, zigomorfi e tetraciclici (ossia formati da 4 verticilli: calice– corolla – androceo – gineceo) e tetrameri (i verticilli del perianzio hanno 4 elementi). Dimensione del fiore: da 10 a 15 mm.
- Formula fiorale. Per la famiglia di queste piante viene indicata la seguente formula fiorale:

X o * K (4-5), [C (4) o (2+3), A 2+2 o 2], G (2), capsula.
- Il calice, tuboloso-campanulato, più o meno attinomorfo e gamosepalo, è diviso sino alla base in 5 lacinie con forme lineari-spatolate. In genere il calice è più grande del frutto. Lunghezza delle lacinie: 6 – 8 mm.
- La corolla, gamopetala e tubolare del tipo bilabiato con lobi patenti, è rigonfia nella parte basale. Il labbro superiore è verticale e bilobato; quello inferiore è trilobato (a loro volta i lobi sono retusi). Un rigonfiamento (sperone) è presente all'altezza delle fauci della gola della corolla in posizione abassiale. Il palato non è occluso. Il colore della corolla è lilla con venature viola. La lunghezza della corolla è di 10 – 12 mm dei quali 2 - 3 spettano allo sperone.
- L'androceo è formato da 4 stami didinami tutti fertili. I filamenti sono adnati alla base della corolla e sono inclusi o poco sporgenti. Le antere sono formate da due teche distinte e divaricate; la deiscenza è longitudinale attraverso due fessure. I granuli pollinici sono tricolpoporati.
- Il gineceo è bicarpellare (sincarpico - formato dall'unione di due carpelli connati). L'ovario è supero con placentazione assile e forme da ovoidi o globose a suborbicolari. Gli ovuli per loculo sono numerosi, hanno un solo tegumento e sono tenuinucellati (con la nocella, stadio primordiale dell'ovulo, ridotta a poche cellule).[10]. Lo stilo ha uno stigma da capitato a fortemente bilobo. Il disco nettarifero è distinto e presente.
- Fioritura: da (aprile) giugno a luglio.

### Frutti
Il frutto è una capsula subsferica di 3 – 4 mm. All'interno i semi sono numerosi, con forme ovali e con la testa alveolata raramente reticolata (normalmente non sono presenti creste longitudinali). Al momento della maturazione i semi fuoriescono da alcuni fori che si aprono nella parte superiore del frutto (capsula porocida).

## Biologia
Le specie di questo raggruppamento si riproducono per impollinazione tramite insetti quali imenotteri, lepidotteri o ditteri (impollinazione entomogama) ovvero tramite  il vento (impollinazione anemogama).
La dispersione dei semi avviene inizialmente a causa del vento (dispersione anemocora); una volta caduti a terra sono dispersi soprattutto da insetti tipo formiche (mirmecoria).

## Distribuzione e habitat

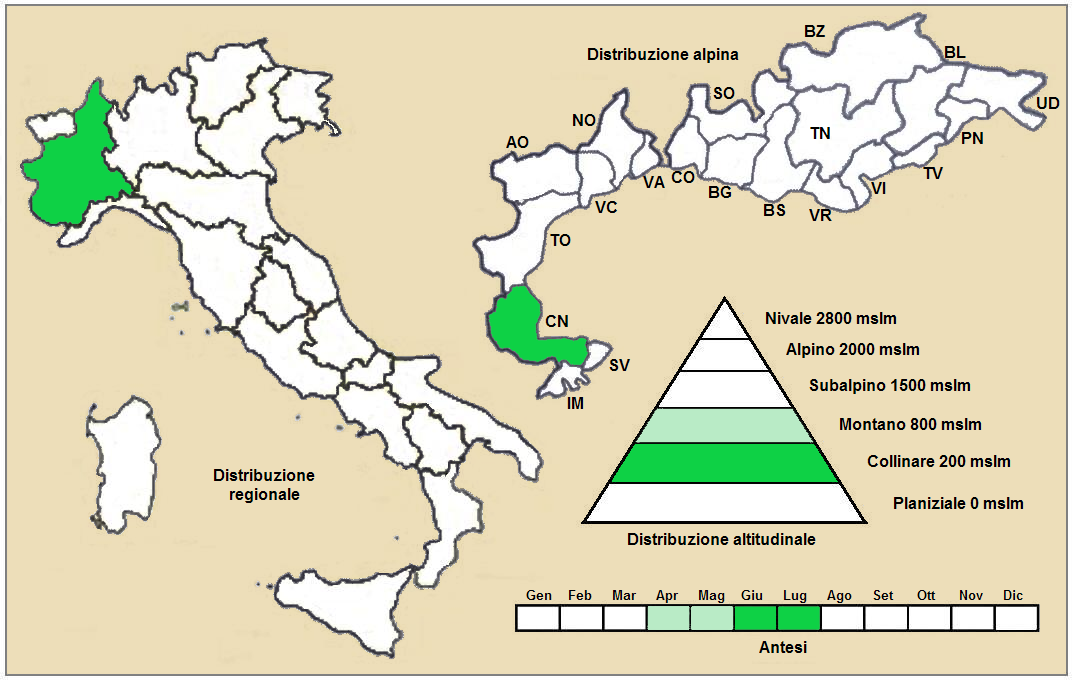
Distribuzione della pianta
(Distribuzione regionale – Distribuzione alpina)

- Geoelemento: il tipo corologico (area di origine) è Orofita - Nord Ovest Mediterraneo.
- Distribuzione: in Italia è una specie molto rara e si trova solamente nel Piemonte (zone montane). Fuori dall'Italia, sempre nelle Alpi, questa specie si trova in Francia (dipartimenti di Alpes-de-Haute-Provence, Alpes-Maritimes, Drôme e Isère). Sugli altri rilievi europei collegati alle Alpi si trova nei Pirenei.[13] Nel resto dell'Europa e del Mediterraneo questa pianta si trova anche in Grecia e nel Magreb.[14]
- Habitat: l'habitat tipico per questa specie sono le rupi calcaree, i ripari sotto roccia, i ghiaioni, le morene e le pietraie. Il substrato preferito è calcareo ma anche calcareo/siliceo con pH basico, bassi valori nutrizionali del terreno che deve essere secco.[13]
- Distribuzione altitudinale: sui rilievi queste piante si possono trovare da 300 fino a 800 m s.l.m.; frequentano quindi i seguenti piani vegetazionali: collinare e in parte quello montano.

### Fitosociologia
Dal punto di vista fitosociologico alpino Chaenorhinum origanifolium appartiene alla seguente comunità vegetale:
- Formazione: comunità delle fessure, delle rupi e dei ghiaioni

- Classe: Asplenietea trichomanis

- Ordine: Potentilletalia caulescentis

- Alleanza: Potentillion caulescentis

## Tassonomia
La famiglia Plantaginaceae comprende 12 tribù, 105 generi e oltre 1 800 specie. Il genere Chaenorhinum appartiene alla tribù Antirrhineae e si compone di una ventina di specie distribuite dal Mediterraneo occidentale fino all'Iran.
La specie Chaenorhinum origanifolium fino a poco tempo fa era inclusa nella famiglia Veronicaceae o Scrophulariaceae a seconda dei vari Autori. La moderna classificazione APG la assegna alle Plantaginaceae.
Il basionimo per questa specie è: Antirrhinum origanifolium L., 1753.

### Sottospecie
Per questa specie sono riconosciute come valide le seguenti sottospecie:
- Chaenorhinum origanifolium subsp. cadevallii (O.Bolòs & Vigo) M.Laínz, 1968 - Distribuzione: Spagna
- Chaenorhinum origanifolium subsp. crassifolium (Cav.) Rivas Goday & Borja, 1961 - Distribuzione: Spagna
- Chaenorhinum origanifolium subsp. rodriguezii (Porta) Güemes, 2009
- Chaenorhinum origanifolium subsp. segoviense (Willk.) R.Fern., 1971 - Distribuzione: Penisola Iberica

### Sinonimi
Questa entità ha avuto nel tempo diverse nomenclature. L'elenco seguente indica alcuni tra i sinonimi più frequenti:
- Anarrhinum crassifolium Willd.
- Antirrhinum origanifolium L.
- Antirrhinum villosum Lapeyr.
- Chaenarrhinum origanifolium (L.) Fourr.
- Chaenorhinum brasianum Rouy
- Chaenorhinum burnatii Sennen
- Chaenorhinum crassifolium var. capitatum Willk.
- Chaenorhinum lapeyrousianum (Jord.) Rouy
- Chaenorhinum montserratiorum Holub
- Chaenorhinum origanifolium (L.) Fourr.
- Chaenorhinum origanifolium subsp. cotiellae P.Monts. & G.Monts.
- Chaenorhinum origanifolium subsp. lapeyrousianum (Jord.) Kerguélen
- Linaria lapeyrousiana Jord.
- Linaria origanifolia (L.) Cav.

#### Sinonimi della sottospeciecadevallii
- Chaenorhinum cadevallii (O.Bolòs & Vigo) Holub
- Chaenorhinum crassifolium subsp. cadevallii (O.Bolòs & Vigo) Güemes
- Chaenorhinum langei (Nyman) Holub
- Linaria langei Nyman
- Linaria origanifolia subsp. cadevallii O.Bolòs & Vigo

#### Sinonimi della sottospeciecrassifolium
- Antirrhinum crassifolium  Cav.
- Chaenarrhinum crassifolium  (Cav.) Lange
- Chaenorhinum crassifolium  (Cav.) Kostel.
- Chaenorhinum crassifolium subsp. pityusicum  (Font Quer) Romo
- Chaenorhinum crassifolium var. pythiusicum  Font Quer
- Chaenorhinum origanifolium f. pythiusicum  (Font Quer) R.Fern.

#### Sinonimi della sottospecierodriguezii
- Linaria rodriguezii Porta

#### Sinonimi della sottospeciesegoviense
- Chaenorhinum origanifolium var. segoviense  (Willk.) Pau
- Chaenorhinum segoviense Rouy
- Chaenorhinum segoviense Willk.

## Altre notizie
La linaria con foglie di origano in altre lingue è chiamata nei seguenti modi:
- (DE)  Piemonteser Leinkraut
- (FR)  Chaenorrhinum à feuilles d'origan
- (EN)  Malling Toadflax